# ألف هانسن (مجدف)
ألف هانسن (بالنرويجية: Alf Hansen) (و. 1948  م) هو مجدف، ومتزحلق نرويجي، ولد في أوسلو، شارك في التجديف في الألعاب الأولمبية الصيفية 1972 - أربعة رجال مواجهين ‏، والتجديف في الألعاب الأولمبية الصيفية 1984 – رجال تجديف مزدوج ‏، والتجديف في ألعاب أولمبية صيفية 1976 – رجال تجديف مزدوج ‏، وRowing at the 1988 Summer Olympics – Men's quadruple sculls ‏.

## جوائز
حصل على جوائز منها:
- ميدالية طوماس كيلر [الإنجليزية]‏ (1990)[3]
- جائزة فيرنلي [الإنجليزية]‏ (1976)
- ميدالية افتنبوستن الذهبية [الإنجليزية]‏ (1975).

## روابط خارجية
- ألف هانسن على موقع الاتحاد الدولي للتجديف (الإنجليزية)
- ألف هانسن على موقع اللجنة الأولمبية الدولية (الإنجليزية)
- ألف هانسن على موقع أوليمبيديا (الإنجليزية)